# Атбара (місто)
Атбара (араб. عطبرة, англ. Atbarah або Atbara) — місто в Судані, у штаті Ніл.

## Географія
Розташоване на правому березі Нілу, при впадінні в нього річки Атбара, на висоті 356 м над рівнем моря. Місто лежить приблизно за 10 км на північ від адміністративного центру штату, міста Ед-Дамер.

### Клімат
Місто знаходиться у зоні, котра характеризується кліматом тропічних пустель. Найтепліший місяць — червень із середньою температурою 34.4 °C (94 °F). Найхолодніший місяць — січень, із середньою температурою 22.2 °С (72 °F).
| Клімат Атбари           | Клімат Атбари | Клімат Атбари | Клімат Атбари | Клімат Атбари | Клімат Атбари | Клімат Атбари | Клімат Атбари | Клімат Атбари | Клімат Атбари | Клімат Атбари | Клімат Атбари | Клімат Атбари | Клімат Атбари |
| Показник                | Січ.          | Лют.          | Бер.          | Квіт.         | Трав.         | Черв.         | Лип.          | Серп.         | Вер.          | Жовт.         | Лист.         | Груд.         | Рік           |
| Абсолютний максимум, °C | 39            | 42            | 44            | 46            | 47            | 47            | 45            | 47            | 45            | 43            | 41            | 40            | 47            |
| Середній максимум, °C   | 30            | 32            | 35            | 39            | 41            | 42            | 40            | 39            | 41            | 39            | 35            | 31            | 37            |
| Середня температура, °C | 21            | 23            | 26            | 30            | 33            | 34            | 33            | 32            | 33            | 31            | 27            | 23            | 29            |
| Середній мінімум, °C    | 13            | 15            | 17            | 21            | 25            | 26            | 26            | 25            | 26            | 23            | 19            | 15            | 21            |
| Абсолютний мінімум, °C  | 4             | 6             | 7             | 10            | 14            | 17            | 17            | 18            | 18            | 17            | 9             | 7             | 4             |
| Норма опадів, мм        | 0             | 0             | 0             | 0             | 0             | 0             | 10            | 30            | 0             | 0             | 0             | 0             | 70            |
| Днів з дощем            | 0             | 0             | 0             | 0             | 0             | 0             | 1             | 3             | 0             | 0             | 0             | 0             | 6             |
| Вологість повітря, %    | 28            | 22            | 18            | 15            | 14            | 14            | 21            | 28            | 22            | 20            | 26            | 30            | 22            |
| ----------------------- | ------------- | ------------- | ------------- | ------------- | ------------- | ------------- | ------------- | ------------- | ------------- | ------------- | ------------- | ------------- | ------------- |
| Джерело: Weatherbase    |               |               |               |               |               |               |               |               |               |               |               |               |               |

## Населення
За оціночними даними на 2007 рік населення міста становить 111 399 осіб.
 Динаміка чисельності населення за роками: 
| Рік  | Населення |
| ---- | --------- |
| 1956 | 36300     |
| 1973 | 66116     |
| 1983 | 73009     |
| 1993 | 87878     |
| 2007 | 111399    |